# Občina Bled
Občina Bled je ena od občin v Republiki Sloveniji z okoli 8.000 prebivalci. Največje naselje je mesto Bled z okrog 5.000 prebivalci. Po drugi svetovni vojni se je območje Bleda povečalo na račun ukinjene Občine Gorje in ostalo samostojno do leta 1961, ko je postalo del Občine Radovljica. Bled je z združitvijo vasi nastal leta 1960, lokalna samouprava na Bledu je obstajala v obliki krajevne skupnosti, dokler ni leta 1994 Bled znova postal samostojna občina, ki je zajemala naselja Zasip, Bohinjska Bela, Ribno, Spodnje Gorje in Zgornje Gorje kot naselja z značajem lokalnega oskrbnega središča, Obrne, Bodešče, Koritno, Selo, Grabče, Krnica, Mevkuž, Poljšica, Podhom, Višelnica kot vaška naselja ter Kupljenik, Radovna, Perniki, Slamniki, Spodnje Laze in Zgornje Laze – v Občini Gorje kot razložena podeželska naselja. Leta 2006 je občina Bled izgubila precejšen del občinskega ozemlja zaradi ponovne ustanovitve Občine Gorje.

## Naselja v občini
Bled, Bodešče, Bohinjska Bela, Koritno, Kupljenik, Obrne, Ribno, Selo pri Bledu, Slamniki, Zasip.

## Prebivalstvo
Ob popisu leta 2001 je bila slovenščina materni jezik 9953 (91,3 %) občanom, hrvaščina 164 (1,5 %), srbohrvaščina pa 150 (1,4 %) osebam. Za 283 (2,6)% oseb je materni jezik neznan. 5782 prebivalcev ali 53 % je rimokatoličanov, 176 ali 1,6 % muslimanov, 133 ali 1,2 % pa je pravoslavcev.

## Galerija
- Blejsko jezero
- Blejsko jezero
- Blejski grad
- Blejsko jezero
- Hotel Toplice in smučišče Straža na Bledu